# لاتسرا (شبخوسلات)
لاتسرا (بالفارسية: لاتسرا) هي قرية تقع في إيران في قسم شبخوسلات الريفي. يقدر عدد سكانها بـ 166 نسمة بحسب إحصاء 2016.